# Allacta grandcolasi
Allacta grandcolasi är en kackerlacksart som beskrevs av Roth, L. M. 1995. Allacta grandcolasi ingår i släktet Allacta och familjen småkackerlackor. Inga underarter finns listade i Catalogue of Life.